# Ишим (Кемеровская область)
Иши́м — село в Кемеровской области Яйского района. Входит в состав Улановского сельского поселения.

## История
Основано в 1726 году переселенцами — крестьянами из Ишимской волости Тобольской губернии. В середине XIX века село именовалось как деревня Покровская на правобережье реки Яя
Село вытянулось вдоль главной улицы Трактовой (ныне ул. Декабристов) Томско-Красноярского участка бывшего Московского тракта.
В 1925—1932 годах село являлось районным центром Ишимского района Томского округа Сибирского края, а затем Западно-Сибирского края.

## География
Центральная часть населённого пункта расположена на правом возвышенном берегу реки Яи на высоте 159,8 метров над уровнем моря.

## Улицы
- ул. Декабристов
- ул. Лесная
- ул. Луговая
- ул. Молодежная
- ул. Новая
- ул. Радищева
- Садовый пер.

## Население
| 2010 |
| ---- |
| 378  |

## Достопримечательности
- Церковь Нерукотворного Образа Иисуса Христа. Построена в 1803—1841 гг.

## Ссылка
- Церковь Нерукотворного Образа Иисуса Христа — село Ишим